# كالفين موراي (لاعب كرة قاعدة)
كالفين موراي (بالإنجليزية: Calvin Murray)‏ هو لاعب كرة قاعدة أمريكي، ولد في 30 يوليو 1970 في دالاس في الولايات المتحدة.

## وصلات خارجية
- كالفين موراي على موقعبيزبول رفرنس.كوم (الدوري الرئيسي) (الإنجليزية)
- كالفين موراي على موقع مشجعي الرسوم البيانية (الإنجليزية)
- كالفين موراي على موقع أوليمبيديا (الإنجليزية)